# Корніш

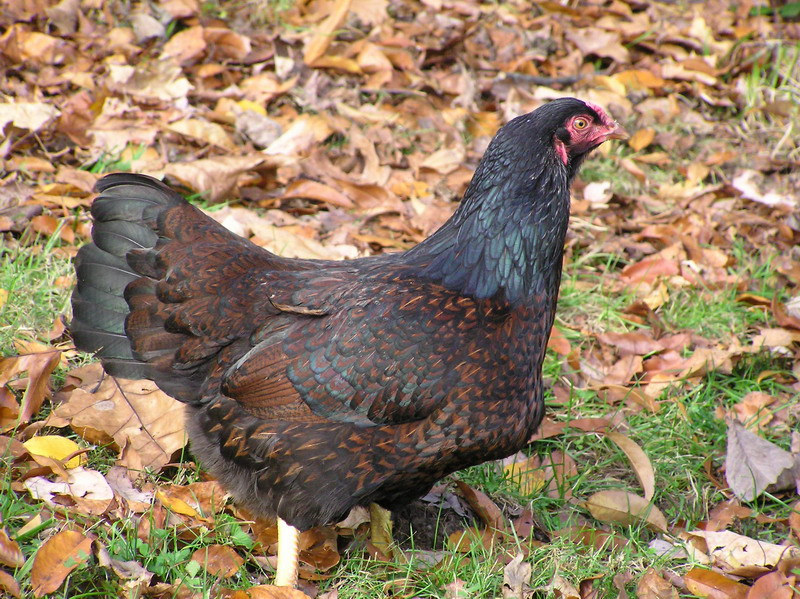
Курка породи корніш

Корнуельська, або корніш (англ. Cornish) — найпоширеніша порода курей м'ясного напряму. Виведена в Англії шляхом схрещування місцевих бійцівських Корнуолльських (корнуельських) курей, а також курей, завезених з Азії (малайські бійцівські, індійські бійцівські і азіль). Основне забарвлення оперення в умовах сучасного промислового розведення біла, хоча є й інші різновиди: темна, палева, червона з облямівкою, сіро-блакитна і інші. Крім це, існують і мініатюрні корніши . Слід наголосити на тому, що наразі чистопородні кури корніш як такі вже не вирощуються в промислових кількостях, а скоріше використовуються як біологічний матеріал батьківської форми для отримання міжпородних гібридів (кросів) — м'ясних бройлерів.

## Історія
Історія створення Корнуельської породи почалася в 1840-х роках, коли під тиском законодавців і громадськості, інтерес до бійцівським породам курей почав згасати внаслідок жорстокого поводження з тваринами. Паралельно у Великій Британії і світі почав зростати попит на постачання курячого м'яса в промислових масштабах. М'ясні породи курей, традиційно відрізнялися великою живою масою тіла, стали матеріалом для початку селекції м'ясних порід в промисловому масштабі.
Селекційна робота зі створення породи була довгої та кропіткої, зайнявши майже сторіччя. Хоча корнуельські кури відрізнялися хорошими смаковими якостями м'яса і мали розвинену мускулатуру, до середини XX в. їх відрізняли незадовільні показники несучості: дрібнояєчність, низька виводимість, повільна оперяємість, пізня статевозрілість (30-32-й тиждень). Все це робило породу нерентабельною довгі роки.
У СРСР кілька партій курей породи білий корніш уперше потрапили з США, Канади, Японії, Голландії в 1959-1973 роках . Всередині СРСР з 54 000 породних корнуельських курей-несучок, зареєстрованих за даними перепису на 1.1.1990 року, 39 800 перебували в Білорусі; 10 000 голів у Казахстані і 4 200 в Росії.

## Продуктивність
Несучість сучасних білих корнуельських курей становить приблизно 80-140 яєць на рік. Середня вага яйця 55 грам, забарвлення шкаралупи кремова. Кури досить добре зберігають інстинкт насиджування. Жива маса півнів досягає 3,5-4,5 кг, курей 3,0-3,5 кг. При не дуже високій запліднюваності яєць і виводимості курчат (80%), молодняк породи відрізняється витривалістю, швидко росте і до 7-8 тижневого віку мають живу масу в межах від 1,5 (курочки) до 2,0 (півники) кг.